# Onthophagus rubrescens
Onthophagus rubrescens là một loài bọ cánh cứng trong họ Bọ hung (Scarabaeidae).